# Nicolai Stokholm
Nicolai Winther Stokholm (Regstrup, 1 april 1976) is een voormalig Deens professioneel voetballer die tussen 2009 en 2014 als middenvelder actief was voor FC Nordsjælland in de Deense Superligaen. In 2006 debuteerde hij in het Deens voetbalelftal en hij speelde uiteindelijk zes interlands.

## Clubcarrière
Stokholm speelde vanaf 1996 voor Holbæk B&I. Aldaar speelde hij twee seizoenen, alvorens hij de overstap maakte naar Akademisk BK. Daar speelde hij in vijf seizoenen tijd meer dan honderd wedstrijden en hij verdiende een transfer naar Odense BK, waar hij opnieuw een vaste basisplaats kreeg. Tussen 2004 en 2006 was hij tevens aanvoerder van Odense. In 2006 maakte hij de overstap naar het buitenland; het Noorse Viking FK werd zijn nieuwe werkgever. Stokholm speelde hier twee jaar en daarna keerde hij terug naar Denemarken, waar hij voor FC Nordsjælland ging spelen. Vanaf de zomer van 2009 was de middenvelder aanvoerder van Nordsjælland en die rol gaf hij pas op bij zijn voetbalpensioen in de zomer van 2014.

## Interlandcarrière
Zijn debuut voor het Deens voetbalelftal maakte Stokholm op 1 maart 2006, toen er met 0–2 gewonnen werd van Israël. De middenvelder begon op de bank en viel tijdens de blessuretijd in voor Christian Poulsen. De andere debutant dit duel was Lars Jacobsen (FC Kopenhagen).
| Interlands van Stokholm voor Denemarken | Interlands van Stokholm voor Denemarken | Interlands van Stokholm voor Denemarken | Interlands van Stokholm voor Denemarken | Interlands van Stokholm voor Denemarken | Interlands van Stokholm voor Denemarken |
| №                                       | Datum                                   | Wedstrijd                               | Uitslag                                 | Competitie                              | Goals                                   |
| Als speler van Odense BK                | Als speler van Odense BK                | Als speler van Odense BK                | Als speler van Odense BK                | Als speler van Odense BK                | Als speler van Odense BK                |
| --------------------------------------- | --------------------------------------- | --------------------------------------- | --------------------------------------- | --------------------------------------- | --------------------------------------- |
| 1                                       | 1 maart 2006                            | Israël – Denemarken                     | 0 – 2                                   | Vriendschappelijk                       | 0                                       |
| 2                                       | 27 mei 2006                             | Denemarken – Paraguay                   | 1 – 1                                   | Vriendschappelijk                       | 0                                       |
| Als speler van FC Nordsjælland          |                                         |                                         |                                         |                                         |                                         |
| 3                                       | 15 augustus 2012                        | Denemarken – Slowakije                  | 1 – 3                                   | Vriendschappelijk                       | 0                                       |
| 4                                       | 16 oktober 2012                         | Italië – Denemarken                     | 3 – 1                                   | Kwalificatie WK 2014                    | 0                                       |
| 5                                       | 14 november 2012                        | Turkije – Denemarken                    | 1 – 1                                   | Vriendschappelijk                       | 0                                       |
| 6                                       | 22 maart 2013                           | Tsjechië – Denemarken                   | 0 – 3                                   | Kwalificatie WK 2014                    | 0                                       |
| 7                                       | 26 maart 2013                           | Denemarken – Bulgarije                  | 1 – 1                                   | Kwalificatie WK 2014                    | 0                                       |
| 8                                       | 5 juni 2013                             | Denemarken – Georgië                    | 2 – 1                                   | Vriendschappelijk                       | 0                                       |

Bijgewerkt t/m 25 juni 2014

## Erelijst
Akademisk BK
- Landspokalturnering

1998/99
 FC Nordsjælland
- Superligaen

2011/12
- Landspokalturnering

2009/10, 2010/11